# 李来柱
李 来柱（り らいちゅう、1932年10月10日 - 2023年3月12日）は、中華人民共和国の軍人。上将。

## 概要
1932年山東省莘県生まれ。軍歴を重ね上将（大将）。軍政大学を卒業している。北京軍区司令員など要職を歴任した。複数の著書がある。

## 来歴
- 1932年 山東省に生まれる。
- 1944年 八路軍入隊
- 1948年 中国共産党入党
- 1985年6月 北京軍区副司令員
- 1988年9月 中将
- 1993年12月 北京軍区司令員
- 1994年5月 上将

## 著書
- 血洗征塵
- 情鋳雄師
- 兵人的橋和船